# Maczkó József (játékvezető, 1937–2016)
 Nem tévesztendő össze a következővel: Maczkó I. József (1929–?) nemzeti játékvezető.
Maczkó József, Maczkó II (Budapest, 1937. október 15. – 2016. április 5. vagy előtte) magyar nemzeti labdarúgó-játékvezető.

## Pályafutása
A játékvezetésből 1968-ban vizsgázott. Vizsgáját követően a Budapesti Labdarúgó-szövetség által üzemeltetett labdarúgó bajnokságokban kezdte sportszolgálatát. A BLSZ JB minősítette az NB III-as keretbe, egyben az országos utánpótlás keretbe. A Magyar Labdarúgó-szövetség (MLSZ) Játékvezető Bizottságának (JB) felterjesztésére NB II-es, majd 1976-tól az NB I-es játékvezető. 1980-ban a játékvezetői követelményeket (cooper teszt) nem tudta teljesíteni, ezért visszaminősítették az NB II-be. A következő felmérésen teljesítette a fizikai követelményeket, újra NB I-es bíró lett. NB I-es mérkőzéseinek száma: 133.
| Időpont             | Helyszín               | Mérkőzés típusa          | Mérkőzés         | Eredmény | Nézők száma |
| ------------------- | ---------------------- | ------------------------ | ---------------- | -------- | ----------- |
| 1976. augusztus 28. | Rába ETO Stadion, Győr | első NB I-es mérkőzése   | Győr–Haladás VSE | 0 – 1    |             |
| 1987. november 21.  | Rába ETO Stadion, Győr | utolsó NB I-es mérkőzése | Rába ETO–Haladás | 4 – 0    | 10 000      |

Az aktív játékvezetéstől történő visszavonulása után a Magyar Labdarúgó-szövetség (MLSZ) Játékvezető Testületnél (JT) az utánpótlás Bizottság vezetőjeként, országos ellenőrként tevékenykedett.
Nevét az 1985. szeptember 4-i Körkapcsolás bajnoki mérkőzésekről című rádiós műsor tette legendássá. Vass István Zoltán tudósított a Vasas SC – MTK-VM találkozóról a Fáy utcából. A tudósítás során a következőket mondta:
A Vasas kapusa, Kakas dobja ki a labdát, amely Farkashoz kerül, aki jól passzol Nyúlhoz. Ha hozzáteszem, hogy a játékvezető Maczkó, akkor itt az egész állatkert.

## Sikerei, díjai
- 1984-ben Szlávik András a Játékvezető Bizottság elnöke több évtizedes játékvezetői pályafutásának elismeréseként aranyjelvény kitüntetésben részesítette.
- 2013-ban Berzi Sándor, az MLSZ alelnöke, egyben az MLSZ JB elnöke 45 éves vizsgája alkalmából emléktárgyat adott részére.